# Lorenz Eichstaedt
Lorenz (Laurentius) Eichstaedt (Eichstädt, Eichstadius) (ur. 10 sierpnia 1596 w Szczecinie, zm. 8 czerwca 1660 w Gdańsku) – niemiecki lekarz, matematyk, fizyk i nauczyciel, opublikował także szereg prac z zakresu botaniki, astronomii i astrologii. 

## Życie i działalność
Urodził się jako syn zamożnego szczecińskiego kupca Petera Eichstaedta (zm. ok. 1600) i Anny, córki radcy z Goleniowa – Petera Mathiasa. Początkowo uczył się prywatnie, następnie kontynuował naukę w gimnazjum w Szczecinie. Studiował w Greifswaldzie, a później w Wittenberdze. Wiele podróżował – odwiedził miasta akademickie w Niemczech (Jena, Frankfurt nad Odrą, Helmstedt, Marburg, Lipsk, Heidelberg, Kolonia) i w Holandii (Lejda, Franeker, Groningen). Od 1619 odbywał praktyki medyczne u Davida Fabera w Altenburgu. Promocję uzyskał w Wittenberdze w 1621 roku, otrzymując tytuł doktora filozofii i medycyny na podstawie dysputy De pleuritide. Następnie przez trzy lata prowadził praktykę lekarską w Stargardzie. 
W 1624 przeniósł się do Szczecina, gdzie został lekarzem miejskim. W 1628 roku ożenił się z Cathariną Giese, córką burmistrza, z którą miał czterech synów i dwie córki. W Szczecinie spędził 20 lat, pracując jako lekarz i naukowiec. W tym czasie dwukrotnie podróżował do Holandii w celach naukowych (1633 i 1640). W 1645 roku powołany został na stanowisko lekarza miejskiego w Gdańsku. Pracował także w Gimnazjum Akademickim (Akademisches Gymnasium) jako profesor medycyny, matematyki i fizyki.
Pochowany został 14 czerwca 1660 w gdańskim kościele pw. Świętej Trójcy, pod kamienną płytą, którą kupił w roku 1657. 

### Prace astrologiczne i astronomiczne
W czasie praktyki lekarskiej w Stargardzie napisał swą pierwszą publikację z zakresu astrologii na temat koniunkcji Jowisza i Saturna, w której dociekał możliwych skutków zjawiska, odwołując się do wydarzeń towarzyszących podobnym zdarzeniom w przeszłości. Zajmował się przepowiedniami astrometeorologicznymi, przewidując pogodę w latach 1630–1633. Bronił zresztą astrologii przed zarzutami, że jest formą zakazanej magii, co było w tamtych czasach przedmiotem żywej dyskusji. 
Opracował gdańskie kalendarze na lata 1655 i 1658. Przyjaźnił się z Janem Heweliuszem i napisał jedną z części wstępnych do jego Selenographii. Utrzymywał szerokie kontakty naukowe, korespondując m.in. z Marsennem, Jungiusem i Komeniuszem. Między 1636 i 1665 opublikował w trzech częściach efemerydy (Ephemeriden) przewidujące położenie ciał niebieskich na niebie – służące astronomom, geografom i żeglarzom. Dzieła te były swego rodzaju kontynuacją Tablic rudolfińskich wydanych przez Johannesa Keplera w 1627. 
W uznaniu jego działalności z zakresu astronomii w 1935 na jego cześć nazwano jeden z kraterów księżycowych – Eichstadt.

### Prace botaniczne
Dane o florze Gdańska i okolic zdobywał głównie w czasie wycieczek ze studentami. W 1656 roku opublikował nową, rozszerzoną wersję dzieła Mikołaja Oelhafa o florze Gdańska (1643), zawierającą 381 gatunków roślin. Do oryginalnego „Elenchus…” dodał około 30 gatunków, które w większości wymieniane były już jednak w opracowaniu Christiana Mentzla (1650). Według Klinggräffa (1854) nowe, rodzime gatunki dodane przez Eichstädta, to tylko pajęcznica gałęzista i listera jajowata.

## Publikacje
Swoje prace w większości pisał po łacinie i podpisywał jako Laurentius Eichstadius. 
Zestawienie na podstawie cytowanych przypisów:
- 1615: Disputationum de Corpore mixto… Wittenberg.
- 1623: Discurs von der großen Zusammenkunft Saturni und Jovis unter dem Himmlischen Trigono des Fewrigen Löwen im Jahr Christi 1623 und waß wir darauff vor grosse Veränderungen in der Unter Welt zu erwarten haben, Stettin.
- 1634: De Confectione Alchemes In Pomerania par ari coepta Deq. ejus compositione, singulorum ingredientium examine, qualitate, virtute atq. facultatibus, per unam ac viginti festiones succincta. Typis & Impensis Davidis Rhetii, Stetini.
- Ephemerides, Stettin 1634, 1636, Danzig 1644.
- 1636: Paedia Astrologica, Stettin.
- 1644: Tabulae Harmoniae Coelestium, Stettin.
- 1648: Ephemeris parva Gedanensi urbi… accomodata… Ad annum aerae christianae bisextilem MDCXLVIII… Gedani typis Andreae Hunefeldii.
- 1649: Collegium anatomicum, Danzig.
- 1650: Uraniburgum Gedanense Sive Motuum coelestium Ephemeris Nova, Tychonico-Keppleriana Ad annum aerae Christianae MDCL. Ex Tabulis Rudolphinis diligenter supputa(ta) Dantisco, cujus Latitudo est 54 grad. 23 min. et Longitudo respectu Uraniburgi 43 grad. 45 min. superstructa. Ad Magnificum Senatum Dantiscanum edita à Laurentio Eichstadio, Med. D. Physico Gedanensi et in Gymnasio ibidem professore p. Gedani, Typis Andreae Hünefeldii.
- 1650: Planorum Geometria, Lübeck.
- 1650: Problemata electro-logica, physico-medica, Danzig.
- 1654: Nowy y stary Kalendarz na R. 1655. Na Horizont Gdanski y Torunski, y inszych mieysc okolicznych dirigowany, y do uzywania go w koronie polskiey wygotowany, y na pożądanie, polskim ięzykiem wydany…We Gdańsku, z nakładem Ernesta y Andrzeja Juliusza Möllera.
- 1656: Elenchus plantarum et. c. D. Nicolai Oelhafii, denuo recensitus ac locupletatus a successore ejus, de quo in praefatione, Gedani.
- 1653: Aus Dantzig vom Cometstern, welcher im verwichenen Jahre 1652 ist zuerst allda gesehen worden. Danzig.
- 1654-1658: Collegium physicum…, Danzig.